# Estación Cerro Mesa
Cerro Mesa es una estación de ferrocarril ubicada en la localidad de Rio Chico, Departamento Ñorquincó, Provincia de Río Negro, República Argentina, en el ramal de Ingeniero Jacobacci a Esquel. 
Desde los inicios a la actualidad con sus talleres es un punto estratégico para el ferrocarril. Esto se explica al hecho de que los repuestos y reparaciones que necesita la línea ferroviaria son provistos desde aquí obligatoriamente ante la rareza del tamaño de trocha y su tecnología. Como resaltado, la localidad tiene una gran tradición y orgullo ferroviario.
Actualmente no presta ningún servicio regular.

## Ubicación geográfica de la estación
Se encuentra a 130 km de la localidad de Ingeniero Jacobacci, y a 70 km de Ñorquincó.